# Nazionale maschile under 19 di calcio della Moldavia
La nazionale di calcio moldava Under-19 è la rappresentativa calcistica Under-19 della Moldavia ed è posta sotto l'egida della FMF. Nella gerarchia delle Nazionali calcistiche giovanili moldave è posta prima della nazionale Under-20 e dopo la nazionale Under-18. La squadra partecipa al campionato europeo di categoria che si tiene ogni due anni.